# États généraux de la naissance
Les états généraux de la naissance sont une réunion d'associations de patients et du Collège national des gynécologues et obstétriciens français, dont le but est de travailler une approche citoyenne de la naissance.

## Historique

### Édition 2003
Les premiers états généraux de la naissance (EGN) se sont réunis à Paris en juin 2003 à l'initiative du Collège national des gynécologues et obstétriciens français.
Cet événement a été l'occasion, pour une vingtaine d'associations d'usagers du système de santé, de se regrouper au sein du Collectif interassociatif autour de la naissance. Ce collectif regroupait en 2006 plus de 130 associations dont les membres étaient majoritairement des usagers des services de maternité. Il a rendu publique, à l'occasion des EGN 2003, une plateforme de propositions pour l'amélioration des services de maternité. Le collectif est aussi à l'origine d'un projet de label « Naissance respectée » inspiré par la Mother-Friendly Childbirth Initiative de la Coalition for Improving Maternity Services, abandonné par la suite.
Une autre convocation des EGN a eu lieu en décembre 2003 en Seine-Saint-Denis.

### Édition 2006
Des états généraux de la naissance se sont aussi tenus en Polynésie française les 27-28 mars 2006, coorganisés par les Ministères de la Santé, de la Solidarité et de la Famille.
Il avait été annoncé, lors de la séance de clôture des EGN 2003, que la prochaine rencontre serait organisée à l'initiative des associations d’usagers. Les états généraux ont donc été programmés par le Ciane à Châteauroux du 22 au 24 septembre 2006.
Les EGN 2006 ont rassemblé plus de 400 personnes, dont plus de la moitié étaient des professionnels de la périnatalité ou des cadres de l'administration sanitaire. Ils ont donné lieu à un certain nombre de débats et de propositions.

## Critiques
Certains représentants de collèges professionnels ont émis des critiques sur un manque de déférence dont auraient fait preuve les organisateurs des EGN 2006 à l'égard des pouvoirs publics et des professions médicales. Le Comité d'organisation a répondu à ces critiques rappelant notamment que « la naissance est avant tout un événement de la vie privée, encadré de pratiques culturelles. Les opinions et connaissances des parents, sociologues, psychologues, historiens, politiques, économistes, cadres de l'administration sanitaire, sont tout aussi fondamentales que celles des médecins et des sages-femmes. »

## Plateforme «Périnatalité»
Un des objectifs des états généraux de la naissance 2006 était d'aboutir, en France, à une plateforme de propositions commune aux usagers, professionnels de la périnatalité, enseignants et étudiants des écoles de sages-femmes. Cette plateforme « Périnatalité » était destinée à remonter dans l'agenda politique des candidats aux élections présidentielle et législative en 2007. Le Ciane a publié cette plateforme son site internet .